# 니얼 퍼거슨

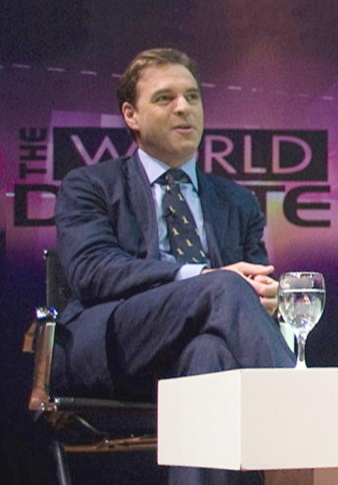
니얼 퍼거슨

니얼 퍼거슨(Niall Campbell Douglas Ferguson, 1964년 4월 18일 ~ )은 영국의 금융과 경제사를 전문으로 연구하는 역사학자이다. 그는 중국이 경제적으로 미국의 국제 패권을 장악하여 서양의 500년간의 대규모 영향을 중단 할 수 있다고 주장하였다.

## 주장 및 발언

### 제국주의
그는 제국주의에 대해서 저서 《문명》에서 호의적인 주장을 하였다.

## 같이 보기
- 식민지 근대화론